# Tènages
Tènages (en grec antic Τενάγης) va ser, segons la mitologia grega un dels helíades, els fills d'Hèlios, el Sol, i de la nimfa Rode.
Va governar, amb els seus germans i la seva mare, l'illa de Rodes quan els telquines van marxar d'allà perquè Zeus els volia destruir. El seu pare havia ensenyat als nois astrologia, nàutica i metal·lúrgia, i Tènages havia destacat en totes aquestes arts per damunt dels seus germans. Quatre dels seus germans, Tríopas, Càndal, Màcar i Actis, envejosos de les seves habilitats, el van assassinar.
Quan es va conèixer el crim els quatre germans es van haver d'exiliar de Rodes, colonitzant diverses illes de la mar Egea i fins i tot Egipte. Només Cèrcaf i Òquim, que no van participar en el fratricidi, es van quedar a Rodes, compartint el regne.